# Ulrich VII. von Montfort-Tettnang

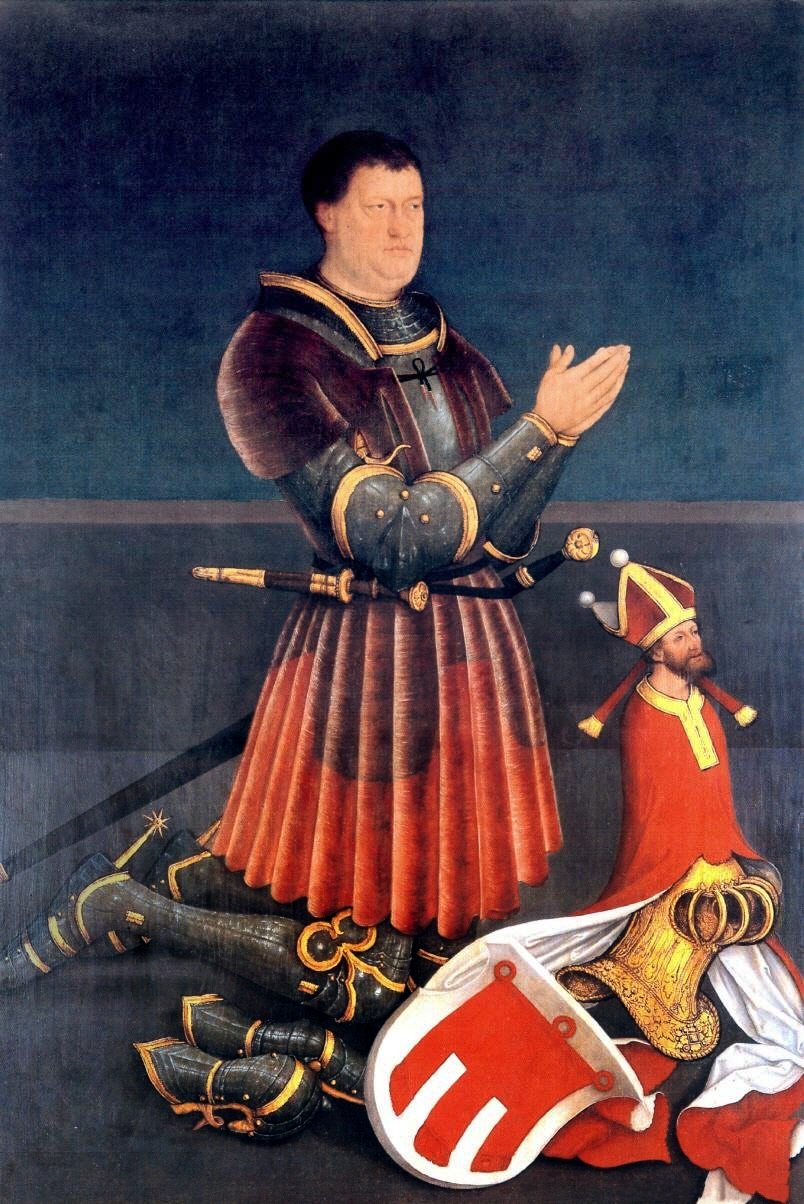
Ulrich VII. von Montfort-Tettnang

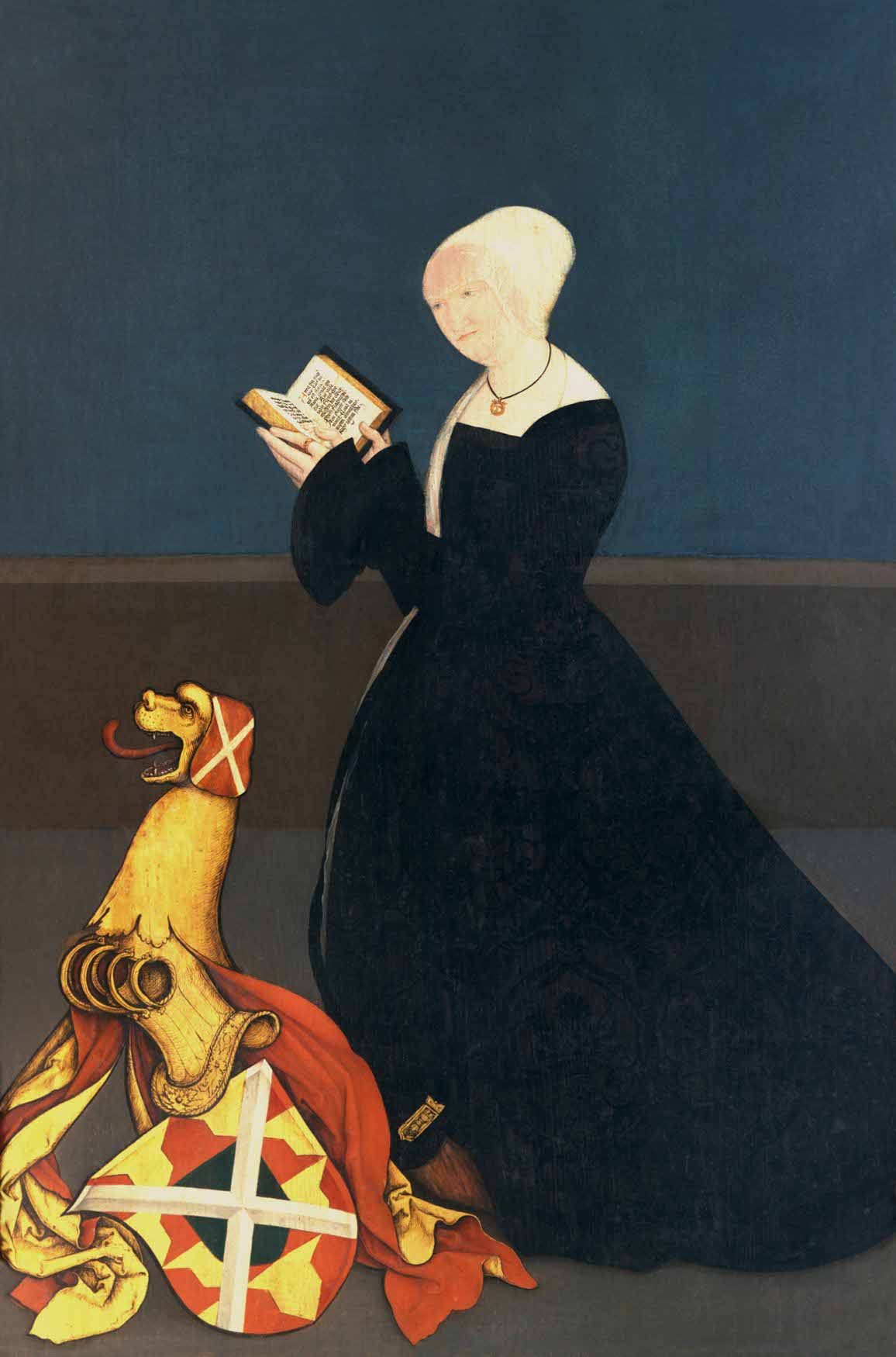
Magdalena von Öttingen

Graf Ulrich VII. von Montfort zu Tettnang  oder Ulrich der Jüngere (* vor 1485; † 1520) war der letzte Vertreter im Mannesstamm der Grafen von Montfort-Tettnang, einer Nebenlinie der Pfalzgrafen von Tübingen.

## Leben und Wirken
Ulrich VII. war der Sohn von Ulrich V. (1440–1495). Da Ulrich im Beisein seiner Eltern Magdalena von Oettingen-Wallerstein 1485 heiratete, muss Graf Ulrich vor 1485 geboren worden sein. Nach dem Tod seines Vaters übernahm er 1495 die Regierungsgeschäfte und widmete sich dem Ausbau von Tettnang, das bereits zuvor Hauptstadt der Grafschaft geworden war. Mit der Festigung der Rolle eines Bürgerrates, des Bürgermeisters und des Ammanns stabilisierte er die städtische Selbstverwaltung. An Kunst interessiert und daher beim Adel hoch geachtet, schuf er das Torschloss und die Pfarrkirche St. Gallus und trat als Auftraggeber Bernhard Strigels hervor. Kaiser Maximilian I. würdigte den kulturellen Aufschwung durch Besuche 1499 und 1516.
Zusammen mit seiner Gemahlin Magdalena von Oettingen-Wallerstein stiftete er 1513 die St. Anna-Kapelle in Tettnang. Der Kapellenneubau und die Wahl der Patronin war der Wunsch des Stifterpaares nach erneutem Kindersegen verbunden. Zwar hatte Magdalena schon neun Kindern das Leben geschenkt, doch waren die zwei Söhne früh gestorben und die sieben Töchter nicht erbberechtigt. Die Ausstattung der Kapelle mit den Wappen der Ahnen verweist auf den Beweggrund der Stiftung: Fürbitte um den Fortbestand des gräflichen Hauses Montfort.
Nach dem Tod Ulrichs VII. trat eine Besonderheit ein: Für sechs Jahre hatte seine Witwe Magdalena von Öttingen, die als emanzipiert beschrieben wird, die Position der Stadtregentin inne. Sie heiratete Johann I. zu Rothenfels, den letzten noch lebenden Cousin ihres verstorbenen Mannes. Da es auch hierdurch noch keine Nachfolge gab, nahmen sich beide dessen drei Neffen an. Nach ihrem Tod belehnte Kaiser Karl V. ihren angeheirateten Neffen Hugo XVI. mit Tettnang, der damit die Linie Tettnang-Rothenfels-Tettnang begründete.